# Stadion Sportowy w Niecieczy
Stadion Sportowy w Niecieczy, właśc. Stadion Sportowy Bruk-Bet Termalica – stadion piłkarski w Niecieczy, na którym swoje mecze rozgrywa Bruk-Bet Termalica Nieciecza.
Stadion oddano do użytku w roku 2007 i były na nim wówczas 2262 miejsca siedzące, w tym 775 na krytej trybunie.
W 2015 roku, po awansie klubu do Ekstraklasy, stadion został przebudowany, by drużyna mogła na nim rozgrywać mecze w roli gospodarza. Mieści 4666 miejsc siedzących, z czego 1600 jest zadaszonych. Pierwszy mecz na zmodernizowanym obiekcie – obejrzany przez 2613 widzów – został rozegrany 20 listopada 2015 (gospodarze przegrali z Piastem Gliwice 3:5). W sezonie Ekstraklasy 2017/2018 swoje mecze w Niecieczy jako gospodarz rozgrywała Sandecja Nowy Sącz, której stadion nie spełniał wymogów licencyjnych Ekstraklasy.

## Galeria

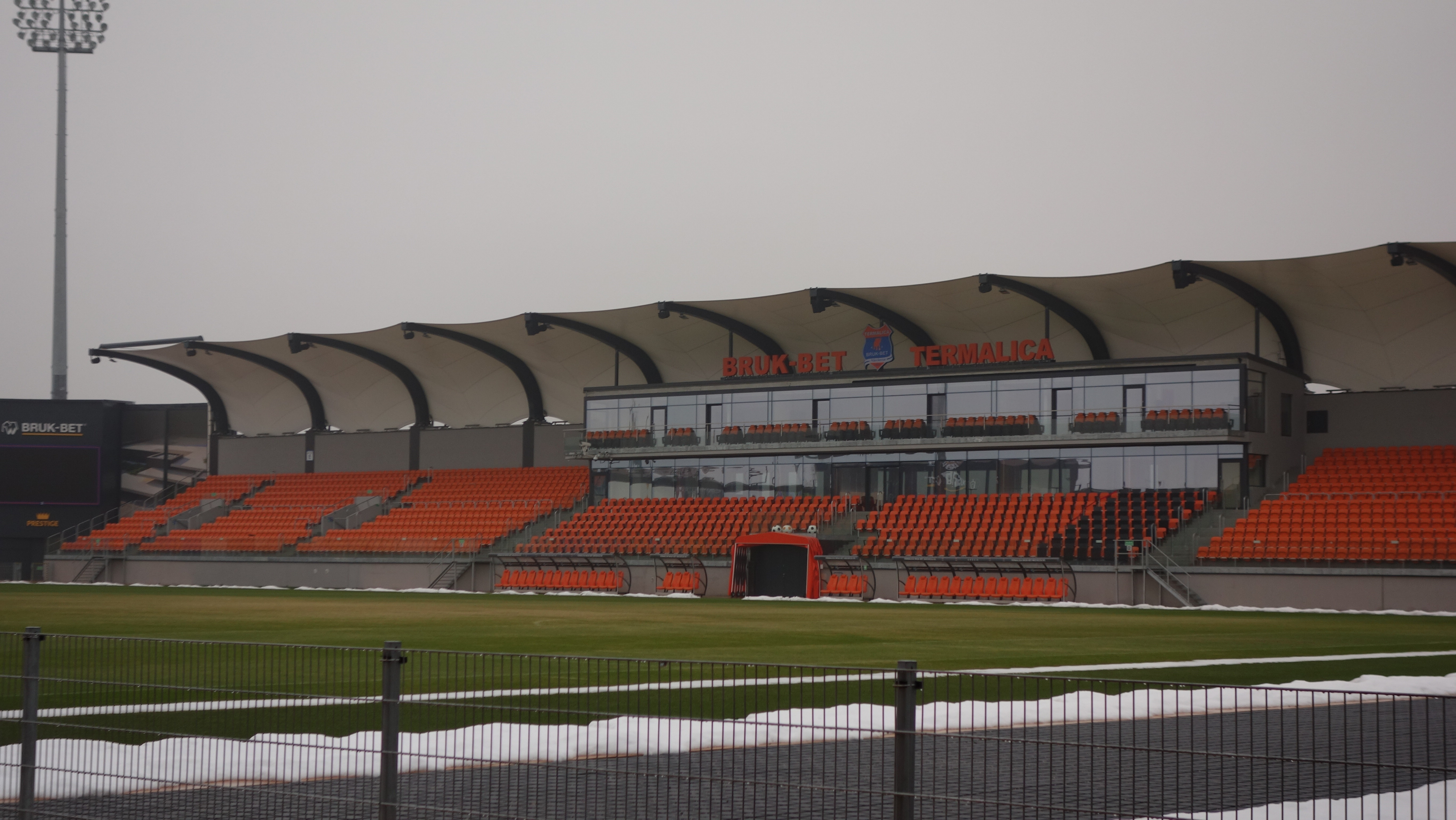
Trybuna główna
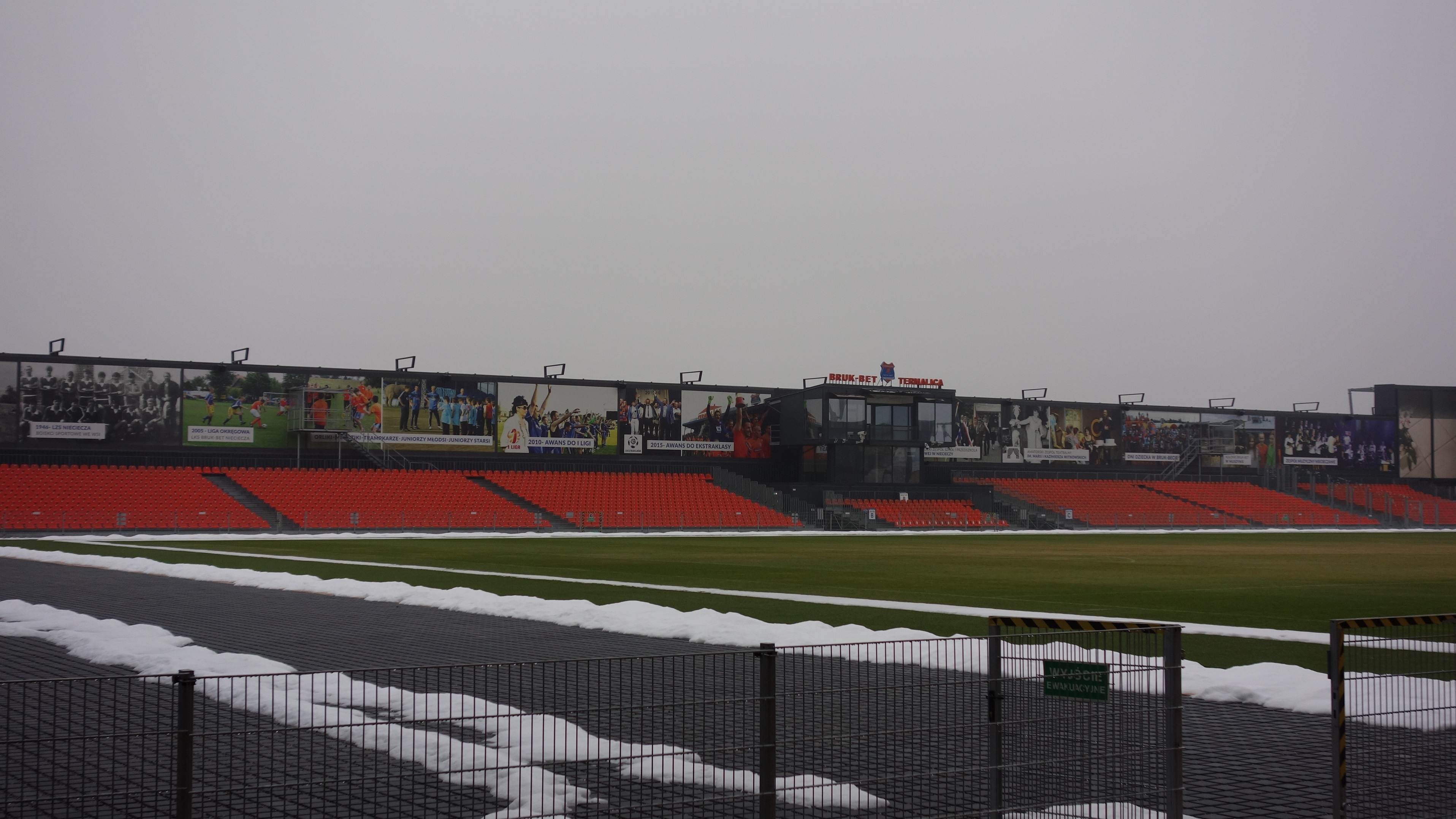
Druga trybuna
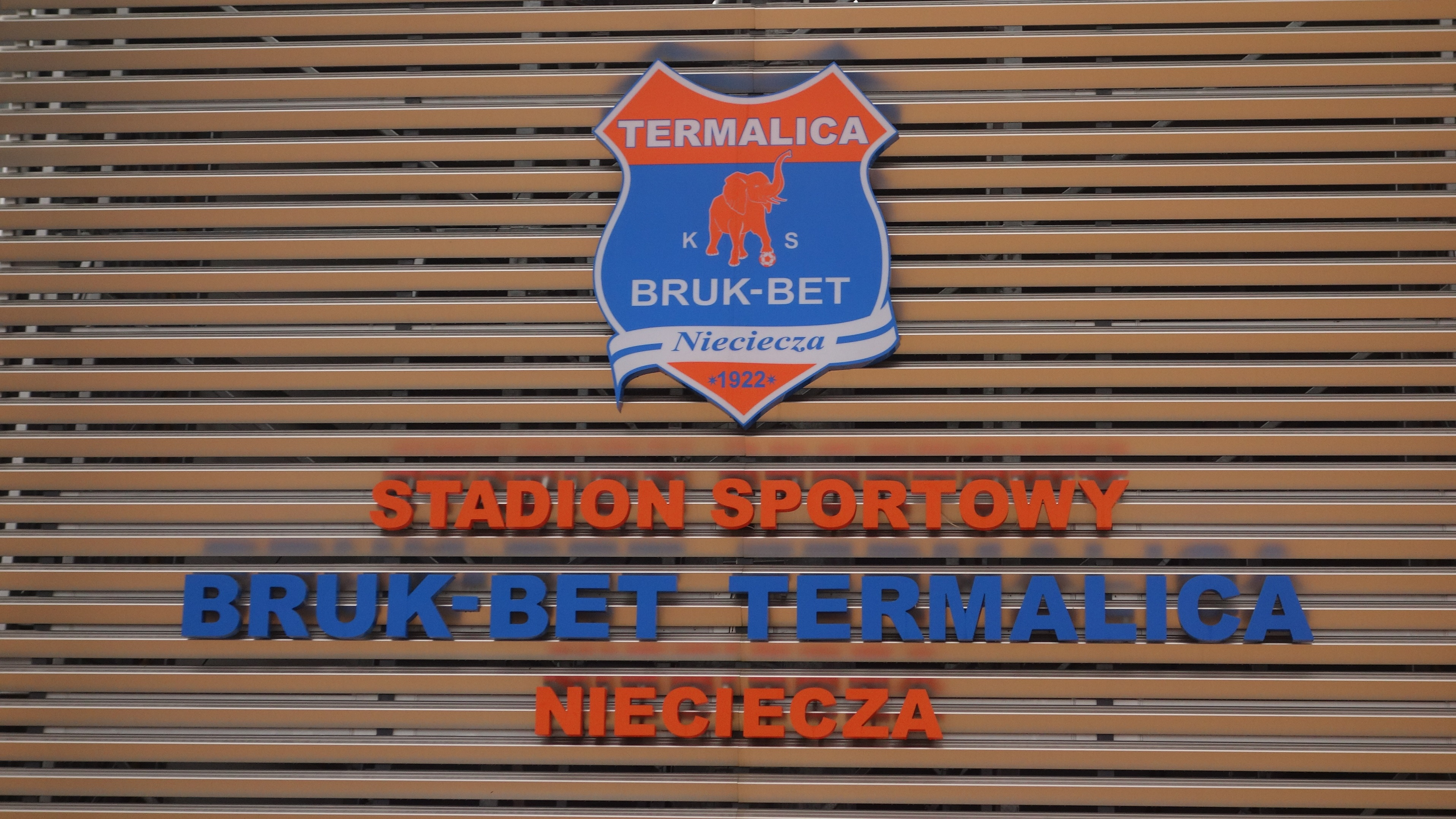
Logo klubowe na elewacji stadionu